# Ріроріро сірий
Ріроріро сірий (Gerygone igata) — вид горобцеподібних птахів родини шиподзьобових (Acanthizidae). Ендемік Нової Зеландії.

## Опис
Сірий ріроріро є одним з найменших птахів Нової Зеландії. Його довжина становить 11 см, вага 6,5 г. Верхня частина тіла сіро-коричнева з легким оливково-зеленим відтінком, обличчя, горло і груди сірі. Живіт майже білий, з легким сіро-жовтуватим відтінком. Хвіст зверху темно-коричневий, знизу білий, кінчик хвоста білий. Очі червоні. Самки дещо менші за самців. Молоді птахи мають блідіше забарвлення, їх живіт білий, а очі карі.

## Поширення і екологія
Сірі ріроріро є ендеміками Нової Зеландії. Широко поширені на двох основних островах і на деяких маленьких острівцях, однак відсутні на відкритих ділянках і на високогір'ї. Живуть майже в усіх місцях, де росте ліс або чагарник.

## Раціон
Сірі ріроріро харчуються комахами, павуками і личинками.

## Розмноження
Сезон розмноження триває з серпня по січень. За сезон може вилупитися до двох виводків. Гніздо грушеподібне з бічним входом нагорі (сірий ріроріро єдиний птах Нової Зеландії, що будує такі гнізда). Самець збирає матеріл для гнізда: сухе листя, траву, корінці, мох, а самиця будує, скріплює гніздо павутинням і застилає пір'ям. Гніздо закріплюється на гілочці, на висоті 0,5 — 6,5 м над землею. В кладці 3-6 яєць, відкладених з інтервалом в пару днів. Яйця рожевувато-білого кольору, з невеликими червоно-коричневими плямками. Яйця важать 1,5 г, розміром 17×12 мм. Лише самка насиджує яйця. Інкубаційний період триває 19 днів, пташенята залишаються в гнізді 15-19 днів.
Сірі ріроріро є жертвою гніздового паразитизму з боку смугастощоких дідриків.

## У культурі маорі
Мовою маорі птахи виду Gerygone igata називаються ріроріро.
За напрямком, в якому сірий ріроріро будував своє гніздо, маорі прогнозували погоду: вважалося, що вхід в гніздо птах будує в протилежному напрямці від напрямку вітру. Отже, якщо птах будує гніздо зі входом, направленим на схід, це вказує на поганий сезон, викликаний західними вітрами. І навпаки, якщо птах будує гніздо зі входом, направленим на північ, це вказує на сприятливий сезон..
Весняний спів сірого ріроріро є сигналом до початку посівної. Таким чином, тим, хто не зважали на спів птаха і не допомагали сіяти (а пізніше прагнули отримати частину врожаю) дорікакли такою whakataukī (приказкою):
I whea koe i te tangihanga o te riroriro, ka mahi kai māu? 
 Де ти був, коли співав ріроріро, що ти не працював, щоб здобути собі їжу?